# Liste der Kulturdenkmäler in Freiensteinau
Die folgende Liste enthält die in der Denkmaltopographie ausgewiesenen Kulturdenkmäler auf dem Gebiet  der Gemeinde Freiensteinau, Vogelsbergkreis, Hessen.
Hinweis: Die Reihenfolge der Denkmäler in dieser Liste orientiert sich zunächst an Ortsteilen und anschließend der Anschrift, alternativ ist sie auch nach der Bezeichnung, der vom Landesamt für Denkmalpflege vergebenen Nummer oder der Bauzeit sortierbar.
Kulturdenkmäler werden fortlaufend im Denkmalverzeichnis des Landes Hessen durch das Landesamt für Denkmalpflege Hessen auf Basis des Hessischen Denkmalschutzgesetzes (HDSchG) geführt. Die Schutzwürdigkeit eines Kulturdenkmals hängt nicht von der Eintragung in das Denkmalverzeichnis des Landes Hessen oder der Veröffentlichung in der Denkmaltopographie ab.

Das Vorhandensein oder Fehlen eines Objekts in dieser Liste ist keine rechtsverbindliche Auskunft darüber, ob es Kulturdenkmal ist oder nicht: Diese Liste entspricht möglicherweise nicht dem aktuellen Stand der offiziellen Denkmaltopographie. Diese ist für Hessen in den entsprechenden Bänden der Denkmaltopographie Bundesrepublik Deutschland und im Internet unter DenkXweb – Kulturdenkmäler in Hessen einsehbar. Auch diese Quellen sind, obwohl sie durch das Landesamt für Denkmalpflege Hessen aktualisiert werden, nicht immer aktuell, da es im Denkmalbestand immer wieder Änderungen gibt.
Eine verbindliche Auskunft erteilt allein das Landesamt für Denkmalpflege Hessen.
Nutze diese Kartenansicht, um Koordinaten in der Liste zu setzen. In dieser Kartenansicht sind Kulturdenkmale ohne Koordinaten mit einem roten bzw. orangen Marker dargestellt und können in der Karte gesetzt werden. Kulturdenkmale ohne Bild sind mit einem blauen bzw. roten Marker gekennzeichnet, Kulturdenkmale mit Bild mit einem grünen bzw. orangen Marker.

## Kulturdenkmäler nach Ortsteilen

### Fleschenbach
| Bild            | Bezeichnung                | Lage                                          | Beschreibung | Bauzeit                    | Objekt-Nr. |
| --------------- | -------------------------- | --------------------------------------------- | --- | -------------------------- | ---------- |
| Bild gesucht BW | Friedhof, Grab und Denkmal | Am Rück 7 LageFlur: 1, Flurstück: 27          | Grabmal und Grabstelle für Karl Dahmer, im August 1916 bei Verdun gefallen. Denkmal für die Gefallenen beider Weltkriege 1964 errichtet. | 1916, 1964                 | 123932 DDB |
| Bild gesucht BW | Wohnhaus                   | Ulmbacher Straße 3 LageFlur: 1, Flurstück: 4  | Wohnteil einer großen Hofanlage, Obergeschoss aus der Bauzeit weitgehend erhalten. Das Erdgeschoss um 1900 erneuert.                     | 18. Jahrhundert            | 122511 DDB |
| Bild gesucht BW | Wohnhaus einer Hofanlage   | Ulmbacher Straße 5 LageFlur: 1, Flurstück: 6  | Vierzoniges Wohnhaus einer Hofanlage, ursprünglich Wohn-Stall-Haus.                                                                      | Ursprung vor 1725 vermutet | 122512 DDB |
| Bild gesucht BW | Wohnhaus einer Hofanlage   | Ulmbacher Straße 6 LageFlur: 1, Flurstück: 67 | Giebelständiges Fachwerkwohnhaus einer Hofanlage.                                                                                        | 1928                       | 123933 DDB |
| Bild gesucht BW | Backhaus                   | Ulmbacher Straße 8 LageFlur: 1, Flurstück: 69 | Einfacher Backsteinbau mit elektrisch betriebenem Backofen.                                                                              | 1952                       | 123934 DDB |

### Freiensteinau
| Bild                                               | Bezeichnung                        | Lage                                                                           | Beschreibung                                                                                          | Bauzeit | Objekt-Nr. |
| -------------------------------------------------- | ---------------------------------- | ------------------------------------------------------------------------------ | --- | ------- | ---------- |
| Bild gesucht BW                                    | Steinborn                          | Alte Schulstraße LageFlur: 1, Flurstück: 285/2                                 | Brunnen in derzeitiger Ausführung um 1900 errichtet an einem leicht versetzten Standort vom Ursprung. | um 1900 | 123882 DDB |
| Bild gesucht BW                                    |                                    | Alte Schulstraße 7 LageFlur: 1, Flurstück: 112/3                               | |         | 123883 DDB |
| Lindenküppel mit Brunnen · Brunnen am Lindenküppel | Lindenküppel mit Brunnen           | Am Kirchberg LageFlur: 1, Flurstück: 290/3                                     | |         | 123884 DDB |
| Pfarrhof Freiensteinau                             | Pfarrhof                           | Am Kirchberg 1 LageFlur: 1, Flurstück: 153/4                                   | |         | 122455 DDB |
| weitere Bilder                                     | Amtshof                            | Am Kirchberg 2, Am Kirchberg 4 LageFlur: 1, Flurstück: 158/10, 158/20, 158/9   | Ehemaliger Riedeselscher Amtshof                                                                      |         | 122457 DDB |
| Bild gesucht BW                                    | Ehemaliges Schulhaus               | Am Kirchberg 3 LageFlur: 1, Flurstück: 154                                     | |         | 122456 DDB |
| weitere Bilder                                     | Evangelische Kirche und Friedhof   | Am Kirchberg 8, An der Kirche LageFlur: 1, Flurstück: 156, 158/7               | |         | 123885 DDB |
| Bild gesucht BW                                    |                                    | Bergweg 1 LageFlur: 1, Flurstück: 51/6                                         | |         | 122458 DDB |
| Bild gesucht BW                                    |                                    | Bergweg 2 LageFlur: 1, Flurstück: 50/1                                         | |         | 123902 DDB |
| Bild gesucht BW                                    |                                    | Bergweg 3 LageFlur: 1, Flurstück: 54/1                                         | |         | 123903 DDB |
| Bild gesucht BW                                    |                                    | Fleschenbacher Straße 1 LageFlur: 1, Flurstück: 139                            | |         | 123904 DDB |
| Bild gesucht BW                                    |                                    | Fleschenbacher Straße 9 LageFlur: 1, Flurstück: 147/4                          | |         | 123905 DDB |
| Bild gesucht BW                                    | Oberdorfer Backhaus                | Grebenhainer Straße 1 LageFlur: 1, Flurstück: 93                               | |         | 123906 DDB |
| Bild gesucht BW                                    |                                    | Grebenhainer Straße 9 LageFlur: 1, Flurstück: 85                               | |         | 123907 DDB |
| Bild gesucht BW                                    |                                    | Grebenhainer Straße 15 LageFlur: 1, Flurstück: 39/3                            | |         | 123908 DDB |
| Bild gesucht BW                                    | Wasserwerk                         | Grebenhainer Straße 20 LageFlur: 2, Flurstück: 35                              | |         | 123909 DDB |
| Bild gesucht BW                                    |                                    | Grundweg 5 LageFlur: 1, Flurstück: 48                                          | |         | 123910 DDB |
| Bild gesucht BW                                    | Dreiherrenstein                    | K 93 LageFlur: 6, Flurstück: 33                                                | |         | 123890 DDB |
| Bild gesucht BW                                    | Ehemalige „Ländliche Berufsschule“ | Nordendstraße 5 LageFlur: 1, Flurstück: 331                                    | |         | 123911 DDB |
| Bild gesucht BW                                    |                                    | Steinauer Straße 4 LageFlur: 1, Flurstück: 201/2                               | |         | 123912 DDB |
| Bild gesucht BW                                    |                                    | Steinauer Straße 11, Steinauer Straße 13 LageFlur: 1, Flurstück: 103/10        | |         | 123913 DDB |
| Bild gesucht BW                                    |                                    | Steinauer Straße 12 LageFlur: 1, Flurstück: 194/5                              | |         | 123914 DDB |
| Bild gesucht BW                                    |                                    | Steinauer Straße 18 LageFlur: 1, Flurstück: 188/5                              | |         | 123915 DDB |
| Bild gesucht BW                                    |                                    | Steinauer Straße 19 LageFlur: 1, Flurstück: 123/4                              | |         | 123916 DDB |
| Bild gesucht BW                                    |                                    | Steinauer Straße 24 LageFlur: 1, Flurstück: 179/1                              | |         | 123915 DDB |
| Bild gesucht BW                                    |                                    | Steinauer Straße 27 LageFlur: 1, Flurstück: 128/3                              | |         | 124437 DDB |
| Bild gesucht BW                                    | Apotheke                           | Steinauer Straße 37 LageFlur: 1, Flurstück: 159/1                              | |         | 123918 DDB |
| Bild gesucht BW                                    |                                    | Steinauer Straße 39 LageFlur: 1, Flurstück: 152                                | |         | 123919 DDB |
| Bild gesucht BW                                    |                                    | Steinauer Straße 45 LageFlur: 1, Flurstück: 415/3                              | |         | 123920 DDB |
| Bild gesucht BW                                    | Backhaus, Waage und Spritzenhaus   | Wächtersbacher Straße 6, Wächtersbacher Straße 8 LageFlur: 1, Flurstück: 131/1 | |         | 123921 DDB |

### Gunzenau
| Bild                         | Bezeichnung           | Lage                                             | Beschreibung                                    | Bauzeit        | Objekt-Nr. |
| ---------------------------- | --------------------- | ------------------------------------------------ | ----------------------------------------------- | -------------- | ---------- |
| Bild gesucht BW              | Friedhof              | Am Kirchhof LageFlur: 6, Flurstück: 5            |                                                 |                | 122463 DDB |
| Bild gesucht BW              |                       | Briegelsweg 3 LageFlur: 4, Flurstück: 50/1       |                                                 |                | 122459 DDB |
| Bild gesucht BW              | Ehemaliges Forsthaus  | Raiffeisenstraße 1 LageFlur: 4, Flurstück: 4/3   |                                                 |                | 122460 DDB |
| Hinterdorfer Backhaus        | Hinterdorfer Backhaus | Raiffeisenstraße 14 LageFlur: 4, Flurstück: 17/1 |                                                 |                | 122461 DDB |
| Bild gesucht BW              | Hofanlage             | Reichloser Straße 2 LageFlur: 4, Flurstück: 83/1 |                                                 |                | 123935 DDB |
| Evangelische Kirche Gunzenau | Evangelische Kirche   | Reichloser Straße 3 LageFlur: 4, Flurstück: 93/1 | Kleine Fachwerkkirche mit Schindeln verkleidet. | 1705–07 erbaut | 122462 DDB |

### Holzmühl
| Bild            | Bezeichnung                                | Lage                                         | Beschreibung                                              | Bauzeit | Objekt-Nr. |
| --------------- | ------------------------------------------ | -------------------------------------------- | --------------------------------------------------------- | ------- | ---------- |
| Bild gesucht BW | Gefallenendenkmal                          | Friedhofstraße LageFlur: 2, Flurstück: 38    |                                                           |         | 122594 DDB |
| Bild gesucht BW | Alte Schule                                | Kinzigtalstraße 5 LageFlur: 2, Flurstück: 16 |                                                           |         | 122595 DDB |
| Bild gesucht BW | Ehemalige Schule und Grundstückseinfassung | Kinzigtalstraße 6 LageFlur: 2, Flurstück: 8  | Heutige Nutzung als Dorfgemeinschaftshaus.                |         | 122596 DDB |
| Bild gesucht BW | Dreimärker                                 | Röllberg LageFlur: 4, Flurstück: 14          | Anspruchsvoll ausgeführter und gut erhaltener Grenzstein. |         | 820487 DDB |

### Nieder-Moos
| Bild                            | Bezeichnung                      | Lage                                            | Beschreibung | Bauzeit | Objekt-Nr. |
| ------------------------------- | -------------------------------- | ----------------------------------------------- | ------------ | ------- | ---------- |
| Bild gesucht BW                 |                                  | Am Pflaster 4 LageFlur: 1, Flurstück: 65/2      |              |         | 122597 DDB |
| Am Pflaster 9                   |                                  | Am Pflaster 9 LageFlur: 1, Flurstück: 93/2      |              |         | 122598 DDB |
| Bild gesucht BW                 | Friedenslinde                    | An der Reithalle LageFlur: 1, Flurstück: 124/1  |              |         | 123936 DDB |
| Bild gesucht BW                 | Ehemaliges Gerichtsschreiberhaus | Kirchstraße 5 LageFlur: 1, Flurstück: 29/2      |              |         | 122602 DDB |
| Evangelische Kirche Nieder–Moos | Evangelische Kirche              | Kirchstraße 8 LageFlur: 1, Flurstück: 29/2      |              |         | 123939 DDB |
| Bild gesucht BW                 |                                  | Metzloser Straße 1 LageFlur: 1, Flurstück: 54/5 |              |         | 123941 DDB |
| Bild gesucht BW                 |                                  | Metzloser Straße 5 LageFlur: 1, Flurstück: 59/3 |              |         | 122601 DDB |
| Bild gesucht BW                 |                                  | Mittelgasse 1 LageFlur: 1, Flurstück: 53/3      |              |         | 122600 DDB |
| Bild gesucht BW                 |                                  | Mittelgasse 4 LageFlur: 1, Flurstück: 56/1      |              |         | 122603 DDB |
| Pfarrhof                        | Pfarrhof                         | Mittelgasse 5 LageFlur: 1, Flurstück: 49/5      |              |         | 813694     |
| Teichhaus                       | Teichhaus                        | Nieder-Mooser Teich LageFlur: 4, Flurstück: 45  |              |         | 123938 DDB |
| Bild gesucht BW                 |                                  | Zum See 1 LageFlur: 1, Flurstück: 75/11         |              |         | 122605 DDB |
| Bild gesucht BW                 |                                  | Zum See 4 LageFlur: 1, Flurstück: 5             |              |         | 122599 DDB |

### Ober-Moos
| Bild                          | Bezeichnung         | Lage                                                | Beschreibung | Bauzeit | Objekt-Nr. |
| ----------------------------- | ------------------- | --------------------------------------------------- | ------------ | ------- | ---------- |
| Bild gesucht BW               | Gefallenendenkmal   | Am Hardtchen LageFlur: 4, Flurstück: 11             |              |         | 123942 DDB |
| Bild gesucht BW               | Backhaus und Waage  | Friedhofsweg 3 LageFlur: 1, Flurstück: 26           |              |         | 123943 DDB |
| Evangelische Kirche Ober–Moos | Evangelische Kirche | Kirchgasse 1 LageFlur: 1, Flurstück: 105            |              |         | 122464 DDB |
| Bild gesucht BW               |                     | Lichenröther Weg 4 LageFlur: 1, Flurstück: 72/1     |              |         | 123944 DDB |
| Teichhaus                     | Teichhaus           | Mittelteich LageFlur: 2, Flurstück: 17/2            |              |         | 122465 DDB |
| Bild gesucht BW               | Ehemalige Schule    | Nieder-Mooser Straße 5 LageFlur: 1, Flurstück: 43/1 |              |         | 123945 DDB |

### Radmühl
| Bild             | Bezeichnung                                      | Lage                                                                        | Beschreibung                   | Bauzeit | Objekt-Nr. |
| ---------------- | ------------------------------------------------ | --------------------------------------------------------------------------- | ------------------------------ | ------- | ---------- |
| Bild gesucht BW  | Rotmühle                                         | Birsteiner Straße 14, Mühlgraben LageFlur: 7, Flurstück: 1/1, 1/5, 52, 53/1 |                                |         | 123951 DDB |
| Ehemalige Schule | Ehemalige Schule                                 | Dorfstraße 12 LageFlur: 4, Flurstück: 88/5                                  |                                |         | 123928 DDB |
| Bild gesucht BW  |                                                  | Dorfstraße 14 LageFlur: 4, Flurstück: 90/1                                  |                                |         | 124073 DDB |
| Bild gesucht BW  |                                                  | Häselweg 3 LageFlur: 4, Flurstück: 92                                       |                                |         | 123929 DDB |
| Bild gesucht BW  | Ehemalige Hinter- oder Hühnermühle               | Hintermühle 1 LageFlur: 1, Flurstück: 5/6                                   |                                |         | 122733 DDB |
| Bild gesucht BW  | Gasthaus „Zur Landesgrenze“ und altes Ortsschild | Im Oberdorf 1 LageFlur: 4, Flurstück: 120/2                                 |                                |         | 123931 DDB |
| Bild gesucht BW  |                                                  | Im Oberdorf 14 LageFlur: 4, Flurstück: 105/1                                |                                |         | 123953 DDB |
| Bild gesucht BW  |                                                  | Klingstraße 10 LageFlur: 6, Flurstück: 43/25                                |                                |         | 123954 DDB |
| Bild gesucht BW  | Bildstock                                        | Nasse Äcker LageFlur: 11, Flurstück: 63/59                                  |                                |         | 757578 DDB |
| Bild gesucht BW  | Gefallenendenkmal                                | Salzbachstraße LageFlur: 2, Flurstück: 43/2                                 |                                |         | 122714 DDB |
| Bild gesucht BW  | Ehemalige Leinmühle                              | Salzbachstraße 2 LageFlur: 2, Flurstück: 5                                  |                                |         | 123946 DDB |
| Alte Schule      | Alte Schule                                      | Salzbachstraße 23 LageFlur: 2, Flurstück: 45/4                              |                                |         | 122713 DDB |
| Bild gesucht BW  | Ehemalige Untermühle                             | Untermühle 1 LageFlur: 1, Flurstück: 87                                     |                                |         | 124072 DDB |
| Bild gesucht BW  | Backhaus des Oberdorfs                           | Vogelsbergstraße 15A LageFlur: 1, Flurstück: 45/2                           |                                |         | 122734 DDB |
| Bild gesucht BW  |                                                  | Vogelsbergstraße 16 LageFlur: 1, Flurstück: 34/2                            |                                |         | 123947 DDB |
| Bild gesucht BW  |                                                  | Vogelsbergstraße 21 LageFlur: 1, Flurstück: 44/2                            |                                |         | 123948 DDB |
| Bild gesucht BW  | Gefallenendenkmal                                | Zum Baumgarten 7 LageFlur: 4, Flurstück: 61/1                               | Gefallenendenkmal am Friedhof. |         | 123952 DDB |

### Reichlos
| Bild            | Bezeichnung           | Lage                                        | Beschreibung | Bauzeit | Objekt-Nr. |
| --------------- | --------------------- | ------------------------------------------- | ------------ | ------- | ---------- |
| Bild gesucht BW | Gefallenendenkmal     | Eschemichsäcker LageFlur: 5, Flurstück: 5/2 |              |         | 123955 DDB |
| Bild gesucht BW |                       | Höhenstraße 2 LageFlur: 4, Flurstück: 50/1  |              |         | 123956 DDB |
| Bild gesucht BW |                       | Höhenstraße 3 LageFlur: 4, Flurstück: 80    |              |         | 124433 DDB |
| Bild gesucht BW | Alte Schule           | Mühlenstraße 2 LageFlur: 4, Flurstück: 53/1 |              |         | 122606 DDB |
| Bild gesucht BW |                       | Mühlenstraße 4 LageFlur: 4, Flurstück: 52/3 |              |         | 122607 DDB |
| Bild gesucht BW | Sachteil Ofenfußstein | Rhönstraße 2 LageFlur: 4, Flurstück: 55/1   |              |         | 124074 DDB |
| Bild gesucht BW |                       | Rhönstraße 17 LageFlur: 4, Flurstück: 29/1  |              |         | 122608 DDB |
| Bild gesucht BW | Hofgut Reichlos       | Rhönstraße 19 LageFlur: 4, Flurstück: 32    |              |         | 122609 DDB |

### Reinhards
| Bild            | Bezeichnung         | Lage                                           | Beschreibung | Bauzeit | Objekt-Nr. |
| --------------- | ------------------- | ---------------------------------------------- | ------------ | ------- | ---------- |
| Bild gesucht BW | Gedenkstein 1870/71 | Disseldelle LageFlur: 3, Flurstück: 46         |              |         | 122610 DDB |
| Bild gesucht BW |                     | Steinbergstraße 4 LageFlur: 1, Flurstück: 80/3 |              |         | 123957 DDB |
| Bild gesucht BW | Ehemalige Schule    | Steinbergstraße 10 LageFlur: 1, Flurstück: 54  |              |         | 122611 DDB |
| Bild gesucht BW |                     | Weidenauer Straße 2 LageFlur: 1, Flurstück: 78 |              |         | 123958 DDB |

### Salz
| Bild            | Bezeichnung       | Lage                                              | Beschreibung | Bauzeit | Objekt-Nr. |
| --------------- | ----------------- | ------------------------------------------------- | ------------ | ------- | ---------- |
| Bild gesucht BW |                   | An den Eichen 4A LageFlur: 3, Flurstück: 127/3    |              |         | 124349 DDB |
| Bild gesucht BW |                   | Bocksgasse 3 LageFlur: 3, Flurstück: 120          |              |         | 122612 DDB |
| Bild gesucht BW | Gefallenendenkmal | Radmühler Straße LageFlur: 4, Flurstück: 71/4     |              |         | 123959 DDB |
| Bild gesucht BW |                   | Radmühler Straße 10 LageFlur: 3, Flurstück: 112/3 |              |         | 124348 DDB |
| Bild gesucht BW |                   | Radmühler Straße 15 LageFlur: 3, Flurstück: 141/9 |              |         | 124350 DDB |
| Bild gesucht BW |                   | Radmühler Straße 29 LageFlur: 3, Flurstück: 149/1 |              |         | 122613 DDB |
| Bild gesucht BW |                   | Salztalstraße 4 LageFlur: 3, Flurstück: 26/1      |              |         | 123960 DDB |

### Weidenau
| Bild                     | Bezeichnung | Lage                                                                  | Beschreibung    | Bauzeit | Objekt-Nr. |
| ------------------------ | --- | --------------------------------------------------------------------- | --------------- | ------- | ---------- |
| Bild gesucht BW          | Bildstock | Alte Hain (Weiherstraße vor Nummer 14) LageFlur: 6, Flurstück: 40     |                 |         | 123893 DDB |
| Bild gesucht BW          | Wegkreuz | Am Berg (neben Nummer 1) LageFlur: 1, Flurstück: 121/3                |                 |         | 122614 DDB |
| Bild gesucht BW          | Bildstock | Am Sportplatz LageFlur: 1, Flurstück: 22                              |                 |         | 123889 DDB |
| Bild gesucht BW          | Grenzsteine Hochstift Fulda, Grafschaft Hanau, Gebiet der Riedesel zu Eisenbach bzw. Königreich Preußen und Großherzogtum Hessen | Außerhalb der Ortslage Lage                                           |                 |         | 821089 DDB |
| Bild gesucht BW          | Sogenanntes „Knöschen“ | Außerhalb der Ortslage Lage                                           | Dreiherrenstein |         | 934724 DDB |
| Bild gesucht BW          | Spritzenhaus | Hauptstraße 11 LageFlur: 1, Flurstück: 1/2                            |                 |         | 123894 DDB |
| Bild gesucht BW          | Ehemalige Schule | Hauptstraße 21 LageFlur: 1, Flurstück: 21/1                           |                 |         | 123895 DDB |
| Katholische Filialkirche | Katholische Filialkirche St. Maria zum hl. Rosenkranz                                                                            | Hauptstraße 23 LageFlur: 1, Flurstück: 18                             |                 |         | 123896 DDB |
| Bild gesucht BW          | | Hauptstraße 40 LageFlur: 1, Flurstück: 118                            |                 |         | 123897 DDB |
| Bild gesucht BW          | Bildstock | Hauptstraße (neben Siedlungsstraße 1A) LageFlur: 1, Flurstück: 56     |                 |         | 123892 DDB |
| Bild gesucht BW          | Gefallenendenkmal | Hauptstraße (zwischen Nr. 21 und Nr. 23) LageFlur: 1, Flurstück: 20/1 |                 |         | 123891 DDB |
| Bild gesucht BW          | | Schützenstraße 2 LageFlur: 1, Flurstück: 25/2                         |                 |         | 123898 DDB |